# 김창훈 (1987년)
김창훈(한국 한자: 金彰勳, 1987년 4월 3일 ~ )은 대한민국의 축구 선수이며 포지션은 수비수이다.

## 축구인 경력

### 선수 경력
2008년 제주 유나이티드에 입단하였으나 리그 데뷔전을 치르지 못하고 포항 스틸러스로 이적하였다.
2011년 대전 시티즌에 입단하여 주전으로 활약하며 리그 28경기에 출전하여 1골을 기록하였다.
2013년 김한섭 선수와 트레이드 되어 인천 유나이티드로 이적하였다.